# Petrovsky (huyện của Tambov)
Huyện Petrovsky (tiếng Nga: ? райо́н) là một huyện hành chính tự quản (raion), của Tỉnh Tambov, Nga. Huyện có diện tích 1798 kilômét vuông, dân số thời điểm ngày 1 tháng 1 năm 2000 là 25100 người. Trung tâm của huyện đóng ở Petrovskoe.